# Cubacanthozomus rowlandi
Genre
Espèce
Synonymes
- Schizomus rowlandi Dumitresco, 1973

Cubacanthozomus rowlandi, unique représentant du genre Cubacanthozomus, est une espèce de schizomides de la famille des Hubbardiidae.

## Distribution
Cette espèce est endémique de la province de Guantánamo à Cuba,. Elle se rencontre à Baracoa dans les grottes Cueva de La Majana et Cueva de Máximo.

## Description
Le mâle holotype mesure 4,750 mm et la femelle paratype 4,550 mm.
Le mâle décrit par Armas, Barba et Barroso en 2017 mesure 4,70 mm et la femelle 4,60 mm.

## Systématique et taxinomie
Cette espèce a été décrite sous le protonyme Schizomus rowlandi par Dumitresco en 1973. Elle est placée dans le genre Cubazomus par Reddell et Cokendolpher en 1995, dans le genre Troglocubazomus par Teruel en 2003 puis dans le genre Cubacanthozomus par Teruel en 2007.
Ce genre a été décrit par Teruel en 2007 dans les Hubbardiidae.

## Étymologie
Cette espèce est nommée en l'honneur de J. Mark Rowland.

## Publications originales
- Dumitresco, 1973 : « Deux espèces nouvelles du genre Schizomus (Schizomida), trouvées à Cuba. » Résultats des Expéditions Biospéléologiques Cubano-Roumaines à Cuba, vol. 1, p. 279-292.
- Teruel, 2007 : « Esquizómidos troglomorfos de Cuba, con las descripciones de dos géneros y una especie nuevos (Schizomida: Hubbardiidae: Hubbardiinae). » Boletín de la Sociedad Entomológica Aragonesa, vol. 40, p. 39-53 (texte intégral).